# Walter Steffen
Walter Steffen (* 9. März 1955 in Oberstdorf) ist ein deutscher Filmregisseur, Drehbuchautor und Produzent.

## Leben
Nach dem Abitur war Walter Steffen zunächst unter anderem als Hüttenwirt, Hafen- und Fabrikarbeiter, Landvermesser, Trucker und Filmbeleuchter tätig. Er bereiste Europa, Nord- und Mittelamerika, Arabien, Nordafrika und Asien. Er war Regisseur einer Theatergruppe, schrieb bereits in jungen Jahren Theaterstücke, Drehbücher, Kurzgeschichten und Erzählungen und drehte Super-8-Kurzfilme.
1981 absolvierte Walter Steffen ein Praktikum in der Schauburg (München), danach ein Volontariat bei der Fernsehproduktion Die Ursache unter der Regie von Michael Verhoeven und mit Otto Sander in der Hauptrolle. Es folgten weitere Tätigkeiten bei Filmproduktionen und Fernsehproduktionen als Fahrer, Beleuchter, Produktion- und Regieassistent.
Seit 1985 war Walter Steffen als freier Autor und Regisseur für Industrie-, Schulungs- und Imagefilme tätig. Daneben realisiert er eigene fiktionale Kurzfilme mit internationalen Festivalteilnahmen und Auszeichnungen (Bilbao, Trondheim, Locarno).
Seit 1991 schreibt Walter Steffen Drehbücher, bis 2002 mit dem Co-Autor Manfred Birkl, für Film und Fernsehen.
Seit 2007 realisiert er als Autor, Regisseur und Produzent vor allem Dokumentarfilme, die er als Selbstverleiher in die Kinos bringt.
Walter Steffen ist verheiratet und Vater von drei Söhnen. Er lebt und arbeitet heute am Starnberger See.

## Filmografie
Spielfilme (als Drehbuchautor und Regisseur):
- 1985: G.A.N.Z., Kurzfilm (Buch, Regie, Produktion)
- 1986: Herzlaub & Rosenwind, Kurzfilm (Buch, Regie, Produktion)
- 1991: G.A.S., Kurzfilm (Buch, Regie, Produktion mit Manfred Birkl)
- 1993: Liebe, Kunst und Kühe, Fernsehfilm (Drehbuch mit Manfred Birkl)
- 1995: Eldorado, Fernsehfilm (Drehbuch mit Manfred Birkl)
- 1996: Nackt im Cabrio, Fernsehfilm (Drehbuch mit Manfred Birkl)
- 1997: Weekend mit Leiche, Fernsehfilm (Drehbuch mit Manfred Birkl)
- 2001: Edel & Starck (Fernsehserie, Entwicklung & Drehbuch mit Manfred Birkl), bis 2002
- 2002: Der Fluch des schwarzen Schwans, Fernsehfilm (Drehbuch mit Manfred Birkl)
- 2003: Natalie – Babystrich Ostblock, Fernsehfilm (Drehbuch mit Manfred Birkl)
- 2013: Mina’s Mädel, Fernsehfilm (Drehbuch), bis 2016

Dokumentarfilme (als Autor, Regisseur und Produzent):
- 2007: Bulldogs
- 2009: Netz & Würm[1]
- 2010: Zeug & Werk
- 2011: Endstation Seeshaupt[2]
- 2011: Gradaus Daneben
- 2013: München in Indien[3]
- 2013: Trüffeljagd im 5Seenland
- 2014: Bavaria Vista Club[4]
- 2015: Happy Welcome[5]
- 2017: Fahr ma obi am Wasser[6]
- 2021: Auf Tour Z’Fuaß (mit Michael Baumberger)[7]

## Auszeichnungen
- 2010: Tassilo-Preis, verliehen von Süddeutsche Zeitung
- 2011: Bürgerkulturpreis des Landkreises Weilheim-Schongau
- 2011: Endstation Seeshaupt wird in das Archiv von Yad Vashem aufgenommen
- 2012: Die Deutsche Film- und Medienbewertung zeichnet im Dezember Endstation Seeshaupt als Dokumentarfilm des Monats aus